# Mühlkanal (New Lanark)

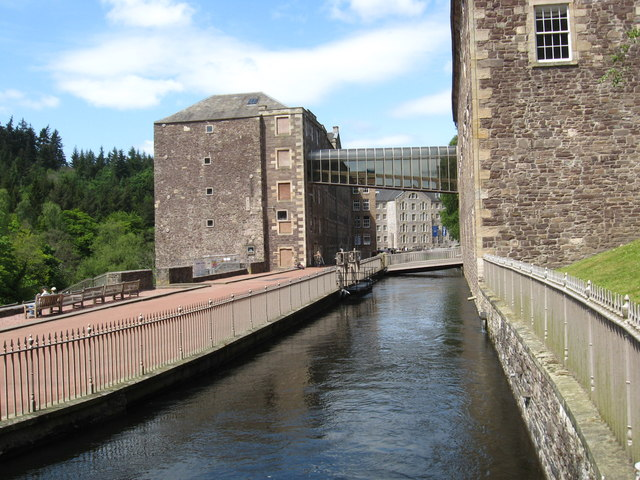
Mühlkanal von New Lanark

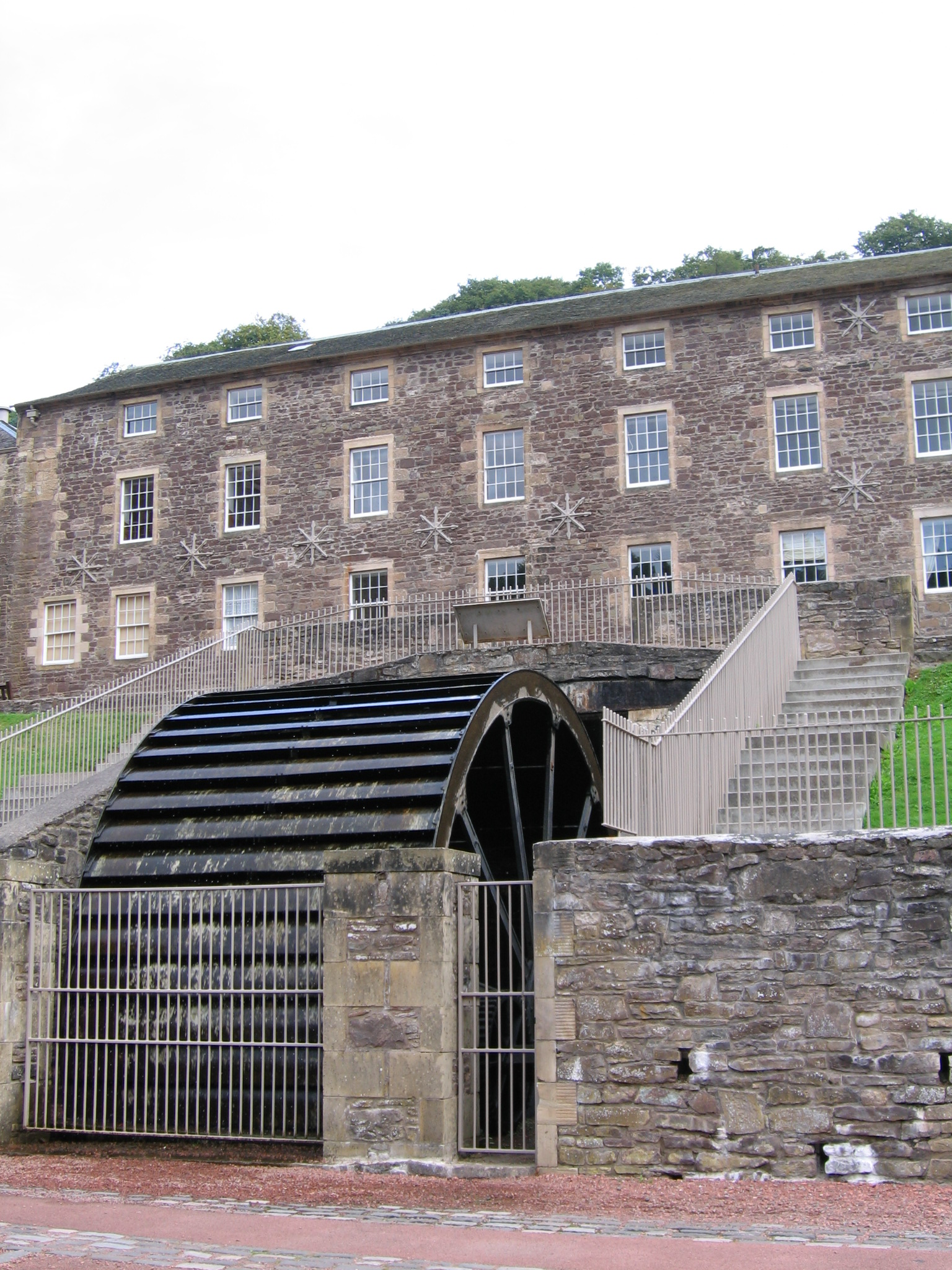
Ehemaliges Wasserrad

Der Mühlkanal von New Lanark ist ein Mühlkanal zur Versorgung der Mühlen der schottischen Industriesiedlung New Lanark in der Council Area South Lanarkshire. 1993 wurde das Bauwerk in die schottischen Denkmallisten in der höchsten Denkmalkategorie A aufgenommen. Außerdem ist es Teil des Weltkulturerbes New Lanark.

## Geschichte
In der Mitte der 1780er Jahre ließen David Dale und dessen Nachfolger Robert Owen den Wollmühlenkomplex New Lanark erheblich erweitern. Zum Antrieb der Mühlen, die zeitweise den größten wassergetriebenen Komplex Großbritanniens darstellten, war die Einrichtung eines Mühlkanals vonnöten. Der um 1785 getriebene Kanal wurde im Laufe der Jahrhunderte mehrfach überarbeitet. Die Wasserräder der einzelnen Mühlen wurden in den 1930er Jahren entfernt. 1994 wurde der Kanal instand gesetzt.

## Beschreibung
Oberhalb der Wasserfälle von Corra Linn wird das Wasser dem Clyde entnommen. Ein rund 230 m langer und 3,7 m durchmessender Tunnel führt das Wasser von Osten dem Kanal zu. Es tritt aus einer segmentbögigen Öffnung nahe den ehemaligen Werkstätten aus. Der Kanal ist 6,7 m breit bei einer Tiefe von 1,8 m. Er verläuft mehrfach abknickend über das Gelände und mündet bei den Water Houses wieder in den Clyde. Der Mühlkanal führt an allen drei Mühlen vorbei, die über Wasserräder einst ihren mechanischen Antrieb aus dem Kanal bezogen. Außerdem liegen die New Lanark School links und die New Institution for the Formation of Character rechts des Kanals. Ursprünglich bestanden die Kanalwände aus behauenem Stein. An restaurierten Abschnitten wurde auch Ziegelstein verarbeitet.